# Vladimír Reisel
Vladimír Reisel (19. ledna 1919, Brodzany – 1. září 2007) byl slovenský básník, překladatel a československý diplomat, představitel nadrealismu.

## Životopis
Narodil se v řemeslnické rodině a vzdělání získal ve Veľkých Bielicích, Prievidzi, v letech 1937 – 1939 studoval obor slovenština – francouzština na Filosofické fakultě Univerzity Karlovy v Praze, v letech 1939 – 1941 pokračoval v tomto studiu v Bratislavě. Od roku 1941 pracoval jako středoškolský profesor v Bratislavě, v roce 1945 se stal redaktorem deníku Pravda, v letech 1945 – 1952 pracoval na československém Ministerstvu zahraničních věcí v Praze a zároveň byl v letech 1945 – 1949 také atašé na československém velvyslanectví v Paříži. V letech 1952 – 1959 byl redaktorem v časopise Život, v letech 1960 – 1973 zástupcem šéfredaktora ve vydavatelství Slovenský spisovatel a v letech 1973 – 1987 byl šéfredaktorem časopisu Slovenské pohľady.

## Tvorba
Svá první díla uveřejňoval od roku 1935 v časopisech Elán, Svojeť, Nové slovo, Slovenské smery, Slovenské pohľady a jiných; knižně debutoval v roce 1939 sbírkou Vidím všetky dni a noci. Jeho nadrealistická tvorba byla výrazně ovlivněna českou básnickou avantgardou (Vítězslav Nezval, Jaroslav Seifert) a francouzským surrealismem. Převládají v ní motivy erotiky, dětství, smrti, snů, exotiky a kosmu, nostalgie a lásky, později se jeho tvorba přizpůsobila politickým poměrům ve společnosti a sklouzla do schematismu. Kromě básnické tvorby se věnoval nejen literárněkritické a publicistické činnosti, ale také překládal zejména z francouzské literatury (Guillaume Apollinaire, Paul Eluard, Paul Breton a jiní). Je autorem 19 sbírek původní poezie, 17 knih překladů poezie zejména z francouzštiny a ruštiny, ale i ze španělštiny a řečtiny, a 4 knih poezie pro děti a mládež. Spolupracoval také s rozhlasem, televizí, divadlem i filmem. Jeho báseň Oheň ze sbírky Zrkadlo a za zrkadlom použil slovenský hudební skladatel Ján Cikker jako scénář ke skladbě Cantus filiorum.

## Dílo
- Seznam děl v Souborném katalogu ČR, jejichž autorem nebo tématem je Vladimír Reisel

### Poezie
- 1939 – Vidím všetky dni a noci
- 1943 – Neskutočné mesto
- 1945 – Zrkadlo a za zrkadlom
- 1951 – Svet bez pánov
- 1953 – Doma
- 1954 – Milovaní milujúci
- 1954 – Dobrí vtáci
- 1955 – Spevy sveta
- 1957 – Ďakujem ti
- 1960 – More bez odlivu
- 1962 – Básne o sne
- 1963 – Láska na posledný pohľad
- 1966 – Smutné rozkoše
- 1967 – Temná Venuša
- 1972 – Oči brezy
- 1975 – Moja jediná
- 1975 – Tanečnice
- 1977 – U nás
- 1980 – Rozlúčky
- 1983 – Žena a muž
- 1985 – Taká si, taký som
- 1988 – Trpké plánky

### Výběry z poezie
- 1968 – Prvé smutné rozkoše
- 1971 – Básne o sne a smutné rozkoše
- 1974 - Žiarlivá
- 1976 - Lásky stolisté
- 1979 - Premeny milovania

### Poezie pro děti a mládež
- 1958 - Najdrahší šperk
- 1961 - Keď sa lúka zazelená
- 1961 - Tisíc hier a tisíc kvetov
- 1962 - Zázračná muzika, leporelo

### Literárněvědná díla
- 1946 - Poézia Laca Novomeského

### Překlady
- 1946 - Paul Eluard: Poézia a pravda
- 1946 - Stendhal: Červený a čierny
- 1946 - R. Gary: Európska Výchova
- 1950 - E. Trioletová: Avignonskí milenci
- 1951 - Honoré de Balzac: Eugénie Grandetová
- 1961 - Guillaume Apollinaire: Pásmo
- 1962 - Stendhal: Abatiša z Castra a iné novely
- 1962 - Janis Ritsos: Bebola to hra
- 1963 - Janis Ritsos: Bratislava je láska
- 1964 - Jacques Prévert: Tá láska
- 1966 - Blas de Otero: Neplašte slávika
- 1967 - André Breton: Muž a žena čisto biely